# Falcuna gabonensis
Falcuna gabonensis är en fjärilsart som beskrevs av Henry Stempffer och Bennett 1963. Falcuna gabonensis ingår i släktet Falcuna och familjen juvelvingar. Inga underarter finns listade i Catalogue of Life.